# 防毒面具密闭性测试
防毒面具的密闭特性能确保使用者的呼吸系统与周围的污染空气隔开。该功能通过紧密接触（即无间隙）面具及其边缘的面部皮肤来实现的。由于出现间隙使用者不能得到保护，所以员工进入污染空气场所前必须找出空隙。对这种空隙（或泄露）的搜索（贴合测试）可以透过不同的方式来进行。

## 测试历史
不同类型防毒面具的有效性不仅在实验室，还在工作场所被测试。众多的测试表明，在实践中，负压密闭呼吸保护装置（RPD）的有效性取决于面具和脸部之间的间隙，而不是过滤器（即滤毒罐，如果被正确选择的话）。间隙导致效率降低在一战期间大规模出现，当时防毒面具用来对付化学武器。如果士兵们马马虎虎地佩戴面具，面具就不贴合他们的脸，有人因此而丧命。1917年，俄军开始使用短期暴露在低浓度的氯气中的方法来解决这一问题。这样的测试有利于说服士兵他们的防毒面具是可靠的——因为防毒面具在当时是一个新事物。后来，苏联的工业工人在毒气室的有害物质影响下受训（准备二战） and late，后来德国消防队员在一战和二战期间使用了类似的实验 。稀释氯化苦并不经常用来测试工业用面具。苏联曾在占地面积16平方米的帐篷区里使用氯化苦。

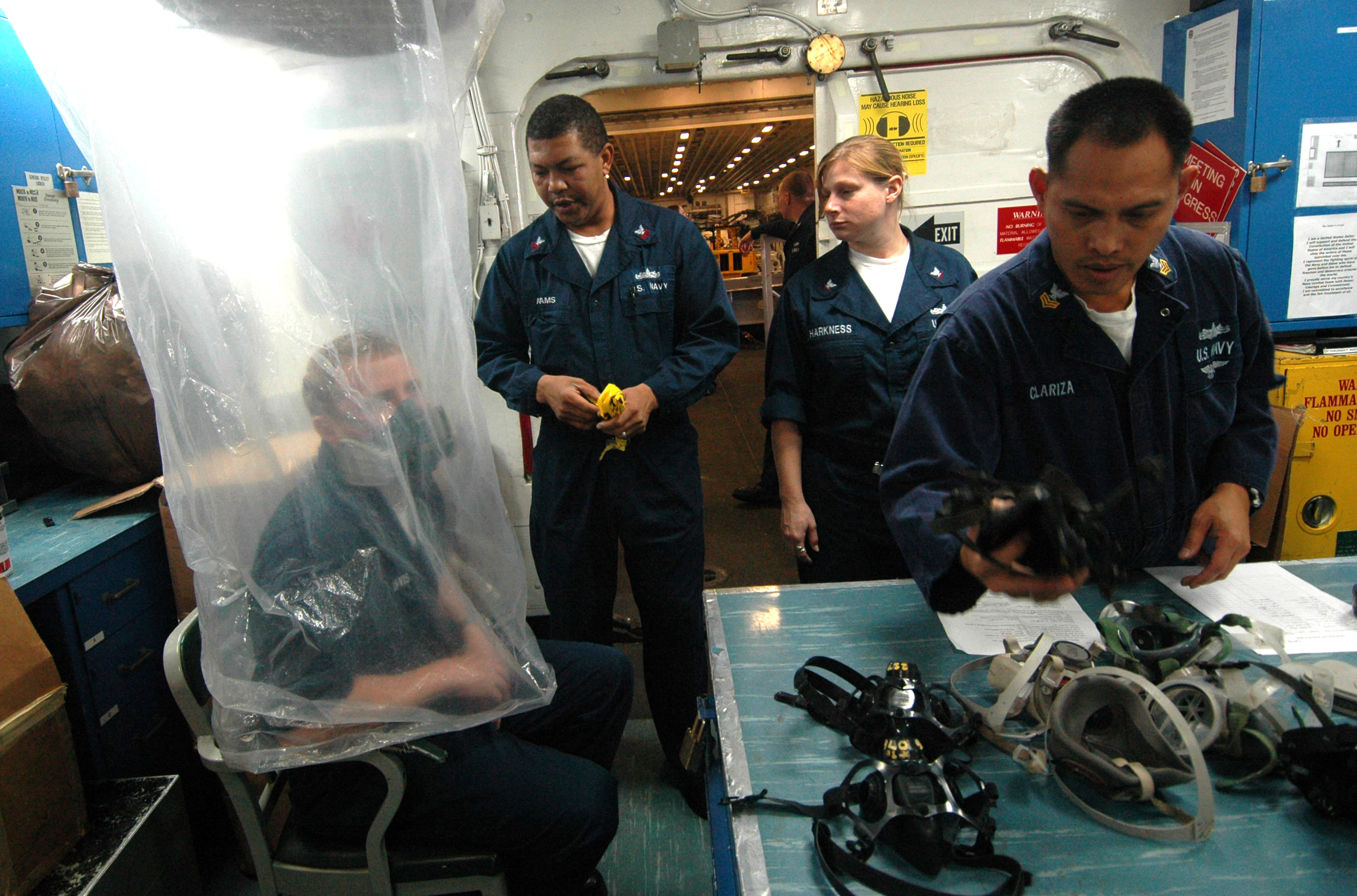
美军的面具测试

而今，美军利用特殊的刺激性烟雾开展军事训练。

## 测试方法
目前，发达国家利用防毒面具保护工人，国家法律规定它们的选用。这些要求包括单独地为每位工人进行防毒面具负压密闭性测试。
测试方法分定性和定量（QLFT & QNFT）。密闭测试的详细说明由职业安全与健康管理局（OSHA）在美国标准下给出。该标准规范了防毒面具的选用及其适用组织（附录A包括密闭测试的描述）。雇主被要求强制实行标准。
科学研究表明，如果面罩的尺寸和形状更贴合雇员的脸型，他们将在有害的工作场所中得到更好的保护。